# Elton Welter
Elton Carlos Welter (Toledo, 23 de novembro de 1968), é um agricultor familiar, filósofo e político brasileiro, está filiado ao Partido dos Trabalhadores (PT). Foi vereador da cidade de Toledo e deputado estadual.

## Biografia
Filhos de pequenos agricultores de origem alemã, concomitante ao trabalho na lavoura, Welter formou-se Técnico em Agropecuária pelo Colégio Estadual Presidente Castello Branco e depois em Filosofia pela Universidade Estadual do Oeste do Paraná (UNIOESTE). É especialista em Desenvolvimento Regional pela mesma instituição. Foi na universidade que conheceu o Partido dos Trabalhadores e iniciou sua trajetória de ativismo.

### Trajetória Eleitoral
Foi eleito vereador de Toledo nas eleições de 1996 e reeleito em 2000. Em 2002, foi eleito à Assembleia Legislativa do Paraná (ALEPR). Foi reeleito em 2006 e ficou como suplente nas eleições de 2010. Contudo, com a eleição do deputado Augustinho Zucchi (PDT) para a prefeitura de Pato Branco, Elton retornou a ALEPR, assumindo a titularidade do mandato em 2013. Na Assembleia, foi líder da bancada do PT, presidente do Bloco Agropecuário e integrante da Mesa Diretora da Casa. Foi candidato a vereador nas eleições de 2020, sendo eleito retornou à Câmara Municipal de Toledo.
Nas eleições de 2022, foi candidato a deputado federal. Recebeu 21.118 votos, conquistando a primeira suplência da Federação Brasil da Esperança. Em janeiro de 2023, o deputado Enio Verri (PT) renunciou o mandato para assumir o comando da Itaipu Binacional, consequentemente Welter assumiu como deputado federal como titular.

## Mandato

### Apoio à projeto de oposição ao STF
No início de Outubro, foi colocado em discussão uma PEC que permite ao congresso anular as decisões do STF. Elton se juntou às lideranças da oposição para apoiar o projeto contrário ao Supremo.

Elton foi o único deputado da Esquerda, entre 175 que assinaram a PEC. 